# Непенте (Пікар)
Непенте (Nepenthe) — сьомий епізод першого сезону американського телевізійного серіалу «Зоряний шлях: Пікар». Сценарій епізоду написали Саманта Гамфрі і Майкл Шебон, режисування Дага Аарніокоскі. Перший показ відбувся 5 березня 2020 року.

## Зміст
Коли О звернулася до Джураті, то використала об'єднання розуму вулканців, щоб розкрити жахливі потенційні наслідки дозволу на існування синтетичного життя, такого як Соджі. Доктор Джураті, якій погано вдається брехати, розповідає О, про що вони говорили. О доручає їй спеціальну місію від імені безпеки Зоряного флоту, просячи Джураті допомогти запобігти кінцю світу, яким ми його знаємо. Щоб пояснити, що вона має на увазі, О застосовує «Mind Meld», кинувши Джураті в хаотичний вир смерті, руйнування та вбивства. Джураті погодилася допомогти притлумити своє его та проковтнула пристрій стеження. Тепер Нарек використовує це, щоб відслідковувати «Ла-Серену», доки охоплена почуттям провини Джураті не зробить ін'єкцію, яка введе її в кому та зупинить стеження.
Нарісса тримає під прицілом Г'ю разом із іншими xB (колишні борги). Г'ю має дипломатичний імунітет через угоду, яка дозволяє Федерації присутність на борту Артефакту, і Нарісса не може його вбити. Але вона може вбити його друзів. І робить це. Потім вона спілкується з Нареком і запитує, чи він на місці.
«Ла-Серена» все ще потрапляє в притягуючий промінь Артефакта. Ріос, Раффі та Джураті обдумують, що можна зробити з цією ситуацією. Джураті пропонує їм просто попросити піти: зрештою, ромуланці шукають Соджі. А Соджі явно немає на борту. Однак притягуючий промінь відпускається, і корабель виривається з петлі. За ним рушає Нарек на своєму винищувачі «Змієголовий». Тоді Ріос намагається зв'язатися з Елнором. Але ромуланець лишився з Г'ю та відмовляється піти, вирішивши, що він знайшов справу ще більш безнадійну, ніж у Пікара.
Спроби Елнора захистити Г'ю на Артефакті виявляються безуспішними, коли Нарісса його смертельно поранює. Перед смертю Г'ю дає Елнору пристрій, який сигналізує групі Сьомої-з-Дев'яти, Рейнджерам Фенріса.
Пікар і Соджі виходять із Сікаріанського траєктора на придатну для життя планету Непенте. Майже одразу їм загрожує молоде дівча із луком і стрілами, але Пікар запитує у Кестри, чи вони в безпеці. Кестра Трой-Райкер відповідає, що так. Вона відводить їх до батьківської хати. Дівчинка запитує, чи Соджі пов'язана з Пікаром, і Жан-Люк розсіяно відповідає, що Кестра, мабуть, чула про командора Дейту.
Вілл наказує підняти дефлекторні щити будинку, а Пікар також рекомендує провести сканування проти маскування (імовіний візит ромуланців). Трой нагадує, що, хоча Соджі виглядає звичайним людським маґлом, Трой (наполовину бетазоїд — вид, відомий своєю телепатією) — не може вловити жодних думок чи почуттів молодої жінки. Кестра розуміє, що Соджі — андроїд. Так само й Соджі, вона починає сумніватися у своїх підроблених спогадах. На Непенте Пікар возз'єднується зі своїми давніми друзями та колегами Вільямом Райкером і Діаною Трой, чий син Тад помер після того, як необхідну йому медичну процедуру було заборонено під час гонінь на синтетів. Райкер, Трой та донька Кестра дають притулок Пікару й Соджі до прибуття «Ла-Серени».
Соджі користується душем на відкритому повітрі, а Кестра запитує, чи вміє вона грати на скрипці, чи подобається їй Шерлок Голмс, чи володіє вона супершвидкістю ачи суперсилою — усе те, що — Кестра знала — Дейта може робити. Вона вважає «дивним», що в Соджі є кров, слина та слиз, але визнає, що це має сенс. Дейта не хотів нічого іншого, як бути людиною: мати мрії, розповідати анекдоти, навчитися танцювати бальні танці. Кестра каже їй, що вважає себе чудовою, частково через те, наскільки реальною вона виглядає… А частково тому, що Соджі лише три роки, і Кестра стає головною. Трой і Райкер бачать біль Соджі після зради Нарека та допомагають Пікару заслужити її довіру. Сім'я також намагається допомогти Соджі змиритися з тим, що вона андроїд, і може допомогти визначити місце з її сну. Трой згадує, що минулого тижня їхньому синові Таду мало виповнитися вісімнадцять років; Кестра все ще переживає втрату. Він був лінгвістичним генієм і винайшов щонайменше дванадцять мов — однією з яких, «Вівен», Кестра досі говорить на його честь. Діана повторює, що вони зроблять усе можливе для Пікара, але смерть сина Тадеуша вселила у неї тривогу. Пікар тепло відповідає, що вона просто набирається мудрості.
На борту «Ла-Серени» Ріос помітив, що Нарек стежить за ними. Джураті несподівано влаштовує істерику: вона хоче піти додому і дозволити комусь іншому знайти чортовий синтезатор. Ріос приголомшена бурхливістю своїх емоцій, але «тітонька Раффі» починає діяти, обіцяючи, що забезпечить усе, що потрібно Агнес. І тортиком також.
Пікар відмовляється розповісти Райкеру, що саме відбувається, турбуючись про безпеку своїх друзів. Райкер чітко міркує про те, що незнання небезпеки не те саме, що захист від небезпеки. Їх перебивають Кестра та Соджі, які вільно розмовляють вівенською мовою; Соджі за кілька хвилин поглинула увесь 300-сторінковий словник Тадея. Райкер розмірковує — сканування проти маскування означає ромуланців, а очевидна обережність Пікара означає «Тал Шиар», а також він розпізнав запитальний нахил Соджі як одну з рис Дейти. Пікар безпорадний перед обличчям свого колишнього підлеглого, і Райкер критикує його за вчинки, коли Жан-Люк вирішує, кому повідомити про небезпеку, а кому ні. Пікар відповідає — поки що у нього все гаразд, і Райкер визнає це. Але він також зазначає, що Жан-Люк зараз стикається з чимось, до чого він зовсім не готовий: підлітками.
На борту Артефакту Елнор і Г'ю повертаються до квінсела, щоб використати його для захоплення контролю над Артефактом у Ромуланської вільної держави. Нарісса підслуховує план Г'ю щодо відкритого повстання, що є порушенням договору, і тепер вона має дозвіл вбити його. Вона це робить, незважаючи на спроби Елнора втрутитися. Г'ю, проживаючи останні миттєвості, просить Елнора принести xB до квінсела та завершити захоплення.
Раффі подає Джураті щойно відтворений шматочок торта, і вони розмовляють. Раффі доходить до того, що виявляє — Агнес все ще засмучена через смерть Меддокса, перш ніж Ріос перериває їх новиною про те, що Нарек й надалі стежить за ними. Джураті вивертає на підлогу, і Ріос переміщає її до лікарні, незважаючи на протести, що вона просто переїла торта. Однак Ріос визнає, що у нього є інша причина, щоб поговорити з нею. Він здогадався, що на борту може бути ромуланський агент. Залишившись одна в лазареті, Джураті копіює гідроаерозоль гідриду норанію, який потім впорскує собі. Нарек, стривожений, спостерігає, як сигнал відстеження зникає з його екрана. На «Ла-Серені» Джураті падає з піною із рота.
Пікар і його друзі за вечерею переконують Соджі довіряти їм. Вони розмірковують — де може знаходитися планета з двома червоними місяцями. «Маленбка лісова діва» тим часом дізнається де може знаходитися планета зацікавлення Соджі.
На борту Артефакту Елнор тулиться в кутку кімнати і відчуває провину за те, що не зміг захистити Г'ю. Потім він помічає маяк лиха «Фенріс Рейнджерс», який висить під столом однієї з робочих станцій Г'ю. Сьома-з-Дев'яти передала його Г'ю у минулому, і оскільки Елнор міг сповістити про себеь — і, що важливіше, про xB — він активує його.
Пікар і Соджі готуються йти після того, як добре виспатися, а «Ла-Сирена» прибула вночі: вони справді скинули ромуланського переслідувача, хоча EMH має деякі запитання щодо того, чому Джураті зараз у комі. Удома Кестра та Соджі зізнаються, що сумуватимуть одна за одною. Принаймні у Кестри є батьки та пам'ять про брата… Але вона зазначає, що Соджі могла б мати Пікара, якби захотіла. З огляду на цю думку — і про компас Кестри, який вона дає своїй новій подрузі — Соджі світиться радістю разом зі своєю «старшлю» подругою.

## Створення
Музичну тему до серіалу написав Джефф Руссо

## Сприйняття та відгуки
На сайті «Rotten Tomatoes» епізод отримав 100 % підтримки на основі відгуків 18 критиків. В резюме зазначено: «„Непенте“ привносить вкрай необхідне відчуття споглядання в жахливу подорож Пікара завдяки щирій, зворушливій зустрічі старих друзів».
В огляді «StarTrek.com» зазначалося: «Боляче прощатися з Г'ю так швидко після того, як ми знову зустріли його, старшого й мудрішого, але він вдячний, що в нього востаннє знову з'явилася надія — це повернення до підлітка Борга, яким він був, коли ми вперше зустрілися з ним. Він каже Елнору, що для виконання плану Елнору знадобиться ще один колишній Борг — і Елнор активує сигнал, який Сім із Дев'яти передав Пікару. Схоже, скоро ми знову побачимо нашого улюбленого рейнджера Фенріса.»
«Den of Geek»: «„Непенте“ — найкращий епізод „Зоряного шляху: Пікар“ (або, принаймні, найефективніший, який також має наративні пріоритети, узгоджені з моїми особистими інтересами оповідання). Так, частково тому, що ми возз'єдналися з цими старими, дорогими друзями та виявили, що їхнє життя продовжувалося цікавим, реалістичним і насиченим відтоді, як ми їх востаннє бачили, а також через такі сцени, як ця: характерні віньєтки, які розповідають нам як усі ці персонажі ставляться до дурних подій останніх кількох епізодів. Нам, глядачам, потрібен був цей подих так само, як Пікару та Соджі: шанс познайомитися з героями та зрозуміти на емоційному рівні, чому все це має значення.»
«Tor.com»: «„Непенте“ викликав абсолютну ностальгічну насолоду, але він також рухає історію вперед, не потонувши в цій ностальгії. Занадто часто, коли Trek повертається до свого минулого, воно загорнуте в справді нерозумну історію. Однак коли вони це роблять правильно, то може бути прекрасною річчю.»
«TV Tropes» здійснює детальний розбір аналогій, неспівпадінь та недоречностей епізоду.
Лорі Ольстер з «TrekMovie.com» зазначено: «Цей епізод, безсумнівно, стане улюбленим для шанувальників і був одним із найкращих на сьогоднішній день завдяки приходу Пікара та Соджі на Непенте, де вони проводять деякий час з Віллом Райкером, Діаною Трой та їхньою дочкою Кестрою. Почувши, як Джонатан Фрейкс каже, що він і Марина Сіртіс спочатку не були в шоу, а їх додали пізніше, я не можу не дивуватися, як би сценаристи досягли стільки без них. Це такий же важливий візит для Соджі, як і для Пікара.»
«IGN»: «Повернення Вілла Райкера та Діани Трой у сьомому епізоді „Пікара“, „Непенте“ — це майже бездоганна подія, яка перевернула очікування та уникла кліше, а також заповнила емоційний вал.»
На сайті «IMDb» станом на серпень 2023 року епізод отримав 8.3 з 10 зірок схвалення при 5000 голосах.

## Знімались
| Актор              | Роль                   |
| ------------------ | ---------------------- |
| Патрік Стюарт      | Жан-Люк Пікар          |
| Елісон Пілл        | Агнес Джураті          |
| Іза Бріонес        | Соджі                  |
| Еван Евагора       | Елнор                  |
| Мішель Герд        | Раффі Музікер          |
| Сантьяго Кабрера   | Крістобаль Ріос        |
| Джонатан Фрейкс    | Вілл Райкер            |
| Марина Сіртіс      | Діана Трой             |
| Джонатан Дель Арко | Гаг                    |
| Пейтон Ліст        | Нарісса Різзо          |
| Темлін Томіта      | Коммодор О             |
| Лулу Вілсон        | Кестра                 |
| Дерек Вебстер      | ромуланський охоронець |
| Кей Бесс           | комп'ютер "Ла-Серени"  |
| Гаррі Тредевей     | Нарек                  |